# Pavol Staňo
Pavol Staňo (Cserne, 1977. szeptember 29. –) szlovák labdarúgó, edző. 2024 óta a lengyel Górnik Łęczna vezetőedzője.

## Pályafutása

### Labdarúgóként
Staňo a szlovákiai Cserne községben született.
1998-ban mutatkozott be a ZTS Martin felnőtt keretében. 2001 és 2008 között a Rimavská Sobota, a Spartak Trnava, a Artmedia Petržalka és a lengyel Polonia Bytom csapatánál szerepelt. 2008-ban a Jagiellonia Białystok, majd 2010-ben a Korona Kielce szerződtette. 2014-ben a Podbeskidzie Bielsko-Białához igazolt. 2015-ben a Niecieczához írt alá.

### Edzőként
Staňo 2020-tól 2021-ig a szlovák első osztályban szereplő Žilina edzője volt. 2022. március 7-én, Łukasz Nadolski távozása után a lengyel első osztályban érdekelt Wisła Płock vezetőedzője lett. 2023. május 16-án menesztették, mert csapata a kiesés szélén, a 15. helyen állt.

## Sikerei, díjai

### Játékosként
Artmedia Petržalka
- Szlovák Szuperkupa
  - Győztes (1): 2005

Jagiellonia Białystok
- Lengyel Kupa
  - Győztes (1): 2009–10

### Edzőként
- Ekstraklasa – A Hónap Edzője: 2022 július